# ویتتشیتسه
ویتتشیتسه (به چکی: Vitčice) یک منطقهٔ مسکونی در جمهوری چک است که در شهرستان پروستییوف واقع شده‌است.
 ویتتشیتسه ۴٫۵۹ کیلومتر مربع مساحت و ۱۷۴ نفر جمعیت دارد و ۲۳۷ متر بالاتر از سطح دریا واقع شده‌است.